# Homo novus
L'homo novus era, nell'antica Roma, colui che proveniva da una famiglia in cui nessuno mai aveva rivestito alcuna carica pubblica (come quelle di console, senatore, pretore, edile o altre magistrature).
Ciò non toglie che tale individuo potesse discendere da una gens nobile o che fosse agiato economicamente.

## Descrizione
Homo novus era qualcuno che, incominciando da zero e seguendo un cursus honorum, si faceva strada con l'aiuto di un mentore per arrivare alle cariche dello Stato e quindi assumere potere. Egli era praticamente un uomo che si era formato da solo nel proprio campo, dato che prima di lui nessuno dei suoi antenati aveva intrapreso il suo stesso cammino.

## Storia
Nell'antica Roma gli homines novi non erano inizialmente ben visti dalla nobilitas senatoriale, tanto che addirittura non era loro concesso alcun incarico, neanche per merito. La mentalità conservatrice imponeva infatti che chi discendeva dai nobili era da considerarsi nobile per diritto, chi aveva un avo che era stato magistrato poteva diventare magistrato anche lui, chi apparteneva all'esercito da quel gradino sociale non poteva muoversi e così via. Poi però, forse grazie anche all'influenza della cultura greca, gli homines novi poterono avere accesso a tutte le cariche pubbliche, anche alle più alte.
Non tutti gli homines novi però furono degli innovatori. Alcuni si limitarono ad appoggiare le tradizioni che avevano governato fino ad allora il popolo romano, anzi alcuni di essi furono tra i più celebri difensori del mos maiorum, contrapposti ad aristocratici novatori come Catone contro Publio Cornelio Scipione, Cicerone contro Catilina e Cesare, ecc..

## Elenco dihomines novi
Furono homines novi di grande rilievo: Catone il Censore, Mario, Cicerone, Agrippa, Sallustio.